# Joaquín Ascaso
Joaquín Ascaso Budría (Zaragoza, ca. 1906 - Caracas, marzo de 1977) fue un anarcosindicalista español, presidente del Consejo Regional de Defensa de Aragón entre 1936 y 1937. Era primo de los hermanos Ascaso (Francisco y Domingo).

## Biografía
De profesión obrero albañil, en su juventud se afilió a la Confederación Nacional del Trabajo, participando en la agrupación anarquista "Los Indomables" y colaborando con otra llamada "Los Solidarios". Fue detenido en Zaragoza por sus actividades sindicales en 1924 y la ficha policial le daba una edad de 17 años, tras lo que huyó a Francia hasta el advenimiento de la Segunda República Española, viéndose muy influenciado por la Sublevación de Jaca.
A los 18 años, su temprano activismo le llevó al exilio poco después de proclamarse la Dictadura de Primo de Rivera. Volvió a España unido a una obrera francesa cuando se proclamó la II República y, con apenas 25 años, se convirtió en un destacado militante: miembro del primer comité de las Juventudes Revolucionarias de Zaragoza (mayo de 1931), se involucró en las luchas contra el paro que se produjeron en los primeros meses de la República y fue nombrado presidente de los albañiles y peones en octubre de 1931.
En mayo de 1936, representó al sindicato de la Construcción en el Congreso que la CNT celebró en Zaragoza.
El inicio de la guerra civil española le sorprende en Barcelona y en el contexto de la Revolución Española de 1936, parte hacia el Frente de Aragón, primero integrado en la Columna Durruti y posteriormente en la Columna Ortiz. Recibió el nombramiento oficial de delegado gubernamental del Consejo Regional de Defensa de Aragón el 19 de enero de 1937. Durante su gestión, Ascaso actuó en Aragón prácticamente como un gobernante independiente del gobierno central, lo que provocó no pocos desaires entre Ascaso y las autoridades republicanas. Tras la disolución del Consejo, fue detenido por orden del Gobierno de la Segunda República Española el 19 de agosto de 1937, bajo la acusación de contrabando de joyas y otros delitos. El republicano José Ignacio Mantecón se hizo cargo de la región, siendo nombrado Gobernador General de Aragón por las autoridades republicanas. Ascaso permaneció preso 38 días en la prisión de San Miguel de los Reyes, cerca de Valencia.
Finalmente se marchó a Francia a través de Andorra junto a Antonio Ortiz, desde donde partió hacia Uruguay, pasando también por Chile y Paraguay, estableciéndose finalmente en Venezuela. Allí formó en la década de 1960 el grupo anarquista Fuerza Única, junto a Antonio Ortiz y otros anarquistas españoles en el exilio.
El historiador Alejandro Díez Torre rescató y publicó en 2006 un libro escrito por el propio Ascaso, Memorias, 1936-1938, editado por la Universidad de Zaragoza. El escritor Francisco Carrasquer, hermano del también escritor Félix Carrasquer, publicó ese mismo año Ascaso y Zaragoza. Dos pérdidas: la pérdida, un trabajo de investigación sobre Ascaso y el CRDA. El historiador Hugh Thomas describe a Ascaso como una "persona dinámica, violenta y falto de escrúpulos".

## Reconocimiento

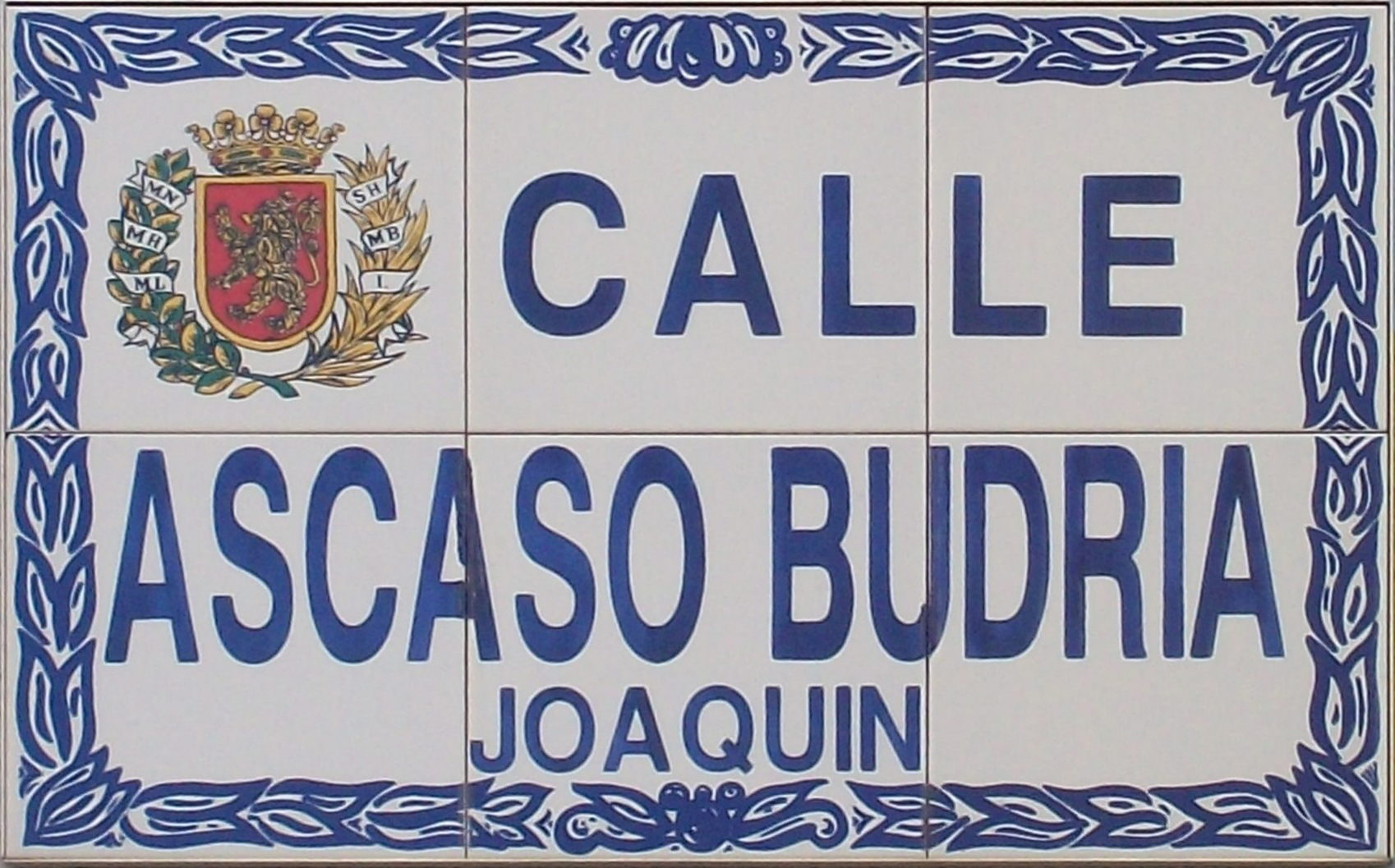
Calle Joaquín Ascaso - Zaragoza

Por decisión del Ayuntamiento de Zaragoza, en cumplimiento de la Ley de Memoria Histórica de España, el 17 de febrero de 2009, el barrio de Torrero de Zaragoza tiene una calle con su nombre, en sustitución del de "Cinco de Noviembre", nombrada así anteriormente en memoria de las víctimas del bombardeo republicano al arsenal o depósito de armas del barrio.
En el mismo barrio de Torrero hay un monumento a su persona, frente al centro cívico del barrio.
Monumento a Joaquín Ascaso: Homenaje a Joaquín Ascaso en Zaragoza
En diciembre de 2024, el sindicato de CNT de Zaragoza acordó en asamblea general la readmisión a título póstumo de Joaquín Ascaso. 